# 닌자: 킬 사무라이
《닌자: 킬 사무라이》(영어: Ninja)는 2009년 공개된 미국의 영화이다.

## 출연

### 주연
- 스콧 앳킨스
- 이하라 츠요시

### 조연
- 히지이 미카
- 토드 젠슨
- 이가와 토고
- 게릭 헤이건
- 마일즈 앤더슨
- 발렌틴 가네프
- 모토미야 켄지
- 니콜라이 소티로브
- 해리 애니크킨
- 벨리저 비네브
- 아센 블라테치키
- 마이크 존슨
- 시소 캄부로브
- 캐스린 르
- 플라멘 매너시에브
- 라이언 모리어티
- 레이초 바실레브
- 레스 웰돈

## 기타
- 협력프로듀서: 조안 마오
- 미술: 케스 본넷
- 의상: 크리스찬 코델라
- 배역: 유미 타카다